# Bruno Mealli
Bruno Mealli (* 20. November 1937 in Malva di Loro Ciuffenna; † 3. August 2023 ebenda) war ein italienischer Radrennfahrer und nationaler Meister im Radsport.

## Sportliche Laufbahn
Mealli war im Straßenradsport aktiv. Als Amateur siegte er 1958 in der Coppa Ciuffenna, 1959 im Giro del Casentino und bei Florenz–Viareggio. Er wurde 1960 Dritter im Gran Premio della Liberazione.
Von 1961 bis 1969 war er Berufsfahrer. 1963 siegte er in der nationalen Meisterschaft im Straßenrennen vor Vendramino Bariviera. Dreimal (1961, 1964 und 1965) gewann er Etappen im Giro d’Italia. 1961 und 1964 gewann er den Giro del Lazio, 1962 den Gran Premio Industria & Commercio di Prato und den Giro dell’Emilia, 1963 und 1967 den Giro della Romagna, 1963 den Gran Premio Ceramisti, 1966 den Gran Premio Città di Camaiore.
Etappensiege holte er 1962 in der Katalonien-Rundfahrt und 1964 in der Luxemburg-Rundfahrt. Zweiter wurde Mealli im Giro del Veneto 1961, in der Coppa Agostoni und im Gran Premio Ceramisti 1964, bei Mailand–Vignola 1967 hinter Rudi Altig, im Giro del Veneto 1968. Dritter wurde Mealli 1967 im Giro della Provincia di Reggio Calabria, 1968 in der Coppa Agostoni, 1968 in der Trofeo Masferrer.
Den Giro d’Italia bestritt er siebenmal. 1961 wurde er 54., 1963 17., 1964 30., 1965 17., 1966 25. und 1967 44. 1962 hatte er die Rundfahrt nicht beendet. 1965 trug er an fünf Tagen das Maglia Rosa des Führenden in der Gesamtwertung. Bei den Straßenradsport-Weltmeisterschaften wurde er 1964 23. und 1965 12.

## Familiäres
Sein Bruder Franco Mealli war ebenfalls Radrennfahrer. Beide gelten als die Initiatoren des Etappenrennens Tirreno-Adriatico.